# Crystal Kay
Crystal Kay Williams (Yokohama, Prefectura de Kanagawa; 26 de febrero de 1986) es una cantante de J-Pop que forma parte del sello Sony Music Entertainment Japan.

## Biografía
Crystal Kay es hija de padre afroamericano (un bajista de Nueva Jersey) y madre zainichi de tercera generación (persona descendiente de coreanos nacidos en Japón) quien también cantaba de manera profesional. Crecer con músicos como padres influenció a Crystal a empezar una carrera musical propia, la que logró a los 13 años al lanzar su sencillo debut, Eternal Memories. Antes de esto, ella trabajó haciendo la voz en off para un comercial de televisión a la edad de 6 años.
Crystal Kay, quien nació y creció en Japón, asistió a la "Kinnick High School" cuando su padre fue transferido a Yokosuka. Actualmente asiste a la "Sophia University". Crystal habla y canta en inglés y japonés fluidamente, además de haber estudiado francés.

## Discografía

### Álbumes

#### Estudio
1. C.L.L CRYSTAL LOVER LIGHT, 23 de marzo de 2000 - #60
2. 637 -always and forever-, 22 de agosto de 2001 - #19
3. almost seventeen, 23 de octubre de 2002 - #2
4. 4 REAL, 27 de noviembre de 2003 - #5
5. Crystal Style, 2 de marzo de 2005 - #2
6. Call me Miss..., 22 de febrero de 2006 - #2
7. ALL YOURS, 27 de junio de 2007 - #1
8. Color Change!, 6 de agosto de 2008 - #8

#### Miniálbumes
1. Shining, 28 de noviembre de 2007 - #21

#### Compilaciones
1. CK5, 30 de junio de 2004 - #2
2. Best Of Crystal Kay 2 de septiembre de 2009

#### Otros
1. NATURAL -World Premiere Album- (Álbum en inglés), 17 de diciembre de 2003 - #33

### Singles
1. Eternal Memories, 1 de julio de 1999 - #47
2. TEENAGE UNIVERSE ~Chewing Gum Baby, 8 de septiembre de 1999 - #47
3. Komichi no Hana (こみちの花), 3 de noviembre de 1999 - #80
4. Shadows of Desire, 23 de marzo de 2000 - -no ingreso al chart-
5. LOST CHILD, 15 de febrero de 2001 - #55
6. Girl's Night, 9 de mayo de 2001 - #100
7. Ex-Boyfriend feat. VERBAL (m-flo), 4 de julio de 2001 - #44
8. think of U, 28 de noviembre de 2001 - #60
9. hard to say, 7 de agosto de 2002 - #26
10. Girl U Love, 23 de octubre de 2002 - #156
11. Boyfriend -part II-, 22 de enero de 2003 - #23
12. I LIKE IT (Crystal Kay loves m-flo), 18 de junio de 2003 - #8
13. Candy, 22 de octubre de 2003 - #21
14. Can't be Stopped, 27 de noviembre de 2003 - #146
15. Motherland, 12 de mayo de 2004 - #9
16. Bye My Darling!, 17 de noviembre de 2004 - #40
17. Kiss, 26 de enero de 2005 - #10
18. Koi ni Ochitara (恋におちたら), 18 de mayo de 2005 - #2
19. Two As One (Crystal Kay x CHEMISTRY), 5 de octubre de 2005 - #2
20. Kirakuni / Together, 8 de febrero de 2006 - #27
21. Kitto Eien ni (きっと永遠に), 17 de enero de 2007 - #12
22. Konna ni Chikaku de... (こんなに近くで...), 28 de febrero de 2007 - #14
23. Anata no Soba de (あなたのそばで), 16 de mayo de 2007 - #30
24. Namida no Saki ni (涙のさきに), 11 de junio de 2008 - #42
25. ONE, 16 de julio de 2008 - #32
26. After Love -First Boyfriend- feat. KANAME（CHEMISTRY）/Girlfriend feat. BoA, 13 de agosto de 2009 - #31

#### Otros
1. REEEWIND! (m-flo loves Crystal Kay), 18 de junio de 2003 - #9

### DVD
- CK99-04 MUSIC CLIPS

- Datos: Q237345
- Multimedia: Crystal Kay / Q237345